# El Escorial
San Lorenzo de El Escorial je zgodovinska rezidenca španskega kralja v kraju San Lorenzo de El Escorial, približno 45 kilometrov severozahodno od prestolnice Madrid, v Španiji. Je eno od španskih kraljevskih mest in funkcij, kot so samostan, kraljeva palača, muzej in šola. Obstaja pa še ena mesto, 4 km naprej po dolini, ki se imenuje 'El Escorial'.
Escorial je sestavljen iz dveh arhitekturnih kompleksov velikega zgodovinskega in kulturnega pomena: kraljevi samostan in La Granjilla de La Fresneda, kraljeva lovska koča in samostanski meditacijski prostor okoli štiri kilometre stran. Ti prostori imajo dvojno naravo; med 16. in 17. stoletjem so mesto v katerem sta moč španske monarhije in cerkvena prevlada rimsko katoliške vere v Španiji našli skupno arhitekturno podobo. El Escorial je istočasno samostan in španska kraljeva palača. Prvotno last menihov hieronimitov, je zdaj samostan reda svetega Avguština.
Filip II. Španski je, kot reakcijo na protestantsko reformacijo, ki se je širila po Evropi v 16. stoletju, posvetil veliko svojega dolgega vladanja (1556-1598) in veliko svoje navidezno neizčrpne oskrbi za Novi svet. Njegova prizadevanja so bila dolgotrajna in na dolgi rok delno uspešna.
Filipov izbrani španski arhitekt, Juan Bautista de Toledo, je bil njegov sodelavec pri oblikovanju El Escoriala. Juan Bautista je preživel večji del svoje kariere v Rimu, kjer je delal v baziliki svetega Petra in v Neaplju, kjer je služboval pri kraljevem podkralju, na čigar priporočilo je zbudil kraljevo pozornost. Filip ga je imenoval za kraljevega arhitekta leta 1559 in skupaj sta zasnovala El Escorial kot spomenik vlogi Španije kot središča krščanskega sveta.
2. novembra 1984 je UNESCO razglasil Kraljevi San Lorenzo El Escorial za svetovno dediščino. Danes je priljubljena turistična atrakcija, ki jo obišče več kot 500.000 obiskovalcev na leto.

## Projekt in koncept
El Escorial se nahaja ob vznožju Mt. Abantos v Sierra de Guadarrame. To je žalostna, pol gozdnata, vetrovna pokrajina, ki dolguje svoje ime bližnjim kupom žlindre ali jalovine imenovane scoria, ki so bili nanosi že dolgo zaprtega rudnika železa v Guadarrame.
Ta lokacija, komaj očitna izbira za kraljevo palačo, je izbral kralj Filipa II. Španski in je bil tistih, ki je posvetil gradnjo ogromne zgradbe tukaj v počastitev 1557 španske zmage v bitki pri St. Quentin v Picardie proti Henriku II, kralju Francije. Namenjena je bila tudi kot nekropola za pokop ostankov njegovih staršev, Karla I. in Isabelle Portugalske, njega in njegovih potomcev. Poleg tega si je Filip zamislili El Escorial kot center za študij pri pomoči protireformaciji.
Temeljni kamen stavbe je bil položen 23. aprila 1563. Zasnovo in izgradnjo je nadziral Juan Bautista de Toledo, ki ni dočakal dokončanja. Toledo je ob smrti leta 1567 delo prenesel na svojega vajenca, Juana de Herrera, pod katerim je bil objekt dokončan v manj kot 21 letih - leta 1584.
Od takrat je El Escorial grob večine španskih kraljev v zadnjih petih stoletjih, tako Burbonov kot tudi Habsburžanov. Kraljevi Panteon vsebuje grobnice Svetega rimskega cesarja Karla V. (ki je vladal v Španiji kot kralj Karel I.), Filipa II., Filipa III., Filipa IV., Karla II., Ludvika I., Karla III., Karla IV., Ferdinanda VII., Izabele II., Alfonza XII. in Alfonza XIII. Dva bourbonska kralja, Filip V. (ki je vladal 1700-1746) in Ferdinand VI. (1746-1759), kot tudi kralj Amadej (1870-1873) niso pokopani v samostanu.
Tloris stavbe ima obliko rešetke (ražnja). Tradicionalno prepričanje je, da je bila ta oblika izbrana v čast svetemu Lovrencu, ki je bil v tretjem stoletju našega štetja umorjen in spražen do smrti na ražnju. Praznik Sv. Lovrenca je 10. avgust, isti datum kot leta 1557 Bitka pri St. Quentinu.
V resnici pa je izvor oblike stavbe precej sporen. Oblika ražnja se je v celoti pojavila šele, ko je Herrera izločil iz prvotne zasnove šest notranjih stolpov fasade, in je bila, tako mislijo, edinstvena v El Escorialu. Drugi objekti so bili zgrajeni z notranjimi dvorišči ob cerkvah in kapelah; Kraljevi kolidž v Cambridgeu, iz leta 1441, je podoben primer, stara Ospedale Maggiore, prva bolnišnica v Milanu, katere gradnja se je začela leta 1456 arhitekta Antonio Filarete, je tudi stavba z notranjimi dvorišči. Pravzaprav so palače približno takega oblikovanja samoumevne v bizantinskem in arabskem svetu. Presenetljivo podobna El Escorialu je postavitev Alcazarja v Sevilji in oblikovanje Alhambre v Granadi, kjer, kot v El Escorialu, dve dvorišči zaporedoma ločujeta glavni portal kompleksa s popolnoma zaprtim krajem čaščenja.
Najbolj prepričljiva teorija za izvor tlorisa je, da je narejen na podlagi opisov Salomonovega templja judovsko-rimskega zgodovinarja Jožefa Flavija: portiku sledi dvorišče z odprtim nebom, ki mu sledi drugo stebrišče in drugo dvorišče, vse obdajajo arkade in zaprti hodniki, ki vodijo do "svetega vseh svetih". Kipa Davida in Salomona na obeh straneh vhoda v baziliko El Escorial nudita dodatno težo teoriji, da je to pravo poreklo oblikovanja. Mogoče je izpeljati tudi bolj osebno povezavo med Davidom-bojevnikom na sliki, ki predstavlja Karla V. in njegovega sina, mirnega in salomonsko preudarnega Filipa II. Odmev na isto temo je freska v centru knjižnice v El Escorialu, spomin na Salomonovo legendarno modrost, potrjuje Filipovo obsedenost z velikim judovskim kraljem, njegov premišljen in logičen značaj in njegov izredno monumentalen tempelj.
Zasnova Salomonovega templja, če je res, da je bila podlaga za El Escorial, je bila v veliki meri prilagoditev za uporabo dodatnih funkcij in namenov služiti Filipu II. V mnogočem presega samostan, saj je El Escorial tudi panteon, bazilika, šola, knjižnica in kraljeva palača. Vse te funkcionalne zahteve so povzročile podvojitev velikosti stavbe v času od njegove prvotne zasnove.
Zgrajena predvsem iz lokalnega sivega granita, kvadratnega in redko okrašenega, je El Escorial skromen, celo grozeč po svojem videzu, podoben bolj trdnjavi kot samostanu ali palači. Ima obliko velikanskega pravokotnika, približno 224 m krat 153 m, ki ga prepreda niz sekajočih prehodov, dvorišč in sob. Na vsakem od štirih vogalov je kvadratni stolp, na katerem je zvonik in v bližini centra kompleksa (in višji od ostalih) se dvigata dva koničasta zvonika in okrogla kupola bazilike. Navodila Filipa de Toledo so bila preprosta in jasna, stavbenike je usmerjal k »preprosti gradnji, resnosti celote, plemenitosti brez arogance, veličastju brez bahavosti«.
Poleg njegovega izrecnega namena, je kompleks tudi ogromna zakladnica umetnosti. Prikazuje mojstrovine Tiziana, Tintoretta, El Greca, Velázqueza, Van der Weydna, Paola Veroneseja, Alonsa Cane, José de Ribera, Claudia Coella in drugih. Knjižnica vsebuje na tisoče dragocenih rokopisov. V El Escorialu je na primer zbirka sultana Zidan Abu Maalija, ki je vladal Maroku med letoma 1603-1627. Giambattista Castello je zasnoval čudovito glavno stopnišče.

## Deli zgradbe
Da bi lahko opisali dele velikega objekta na usklajen način, bi bilo koristno opraviti namišljeno sprehod, ki se začne z glavnim vhodom v središču zahodne fasade.

### Kraljevo dvorišče
Prva stvar, ki bi jo videli ob prihodu v El Escorial je glavna fasada. Ta ima tri vrata: srednja vodijo na Kraljevo dvorišče (Patio de los Reyes), stranska pa do šole in druga v samostan. Na fasadi je niša, kjer je nameščena podoba svetnika. Dvorišče je zaprto in dolguje svoje ime kipom judovskih kraljev, ki krasijo pročelje bazilike, ki se nahaja na zadnji strani in v katero lahko dostopamo iz dvorišča. Ta spektakularna bazilika ima tloris v obliki grškega križa in ogromno kupolo ter se zgleduje po baziliki svetega Petra v Rimu. Ladje so obokane in okrašene s freskami Luca Giordano. Velika kapela je eden izmed vrhuncev bazilike, ki ji načeljuje stopnišče iz rdečega marmorja. Njen glavni oltar je 30 metrov visok in razdeljen v oddelke različnih velikosti, kjer so našli bronaste skulpture in platno avtorja Tibaldija, Zuccarija ali Leonija. V kapitolu in zakristiji so slike kot Jožefov plašč, Velázquez, Zadnja večerja, Tizian ali Čaščenje svetega gostiteljice Karla II., Claudio Coello.
Pod tlemi kraljeve kapele bazilike je kraljevi panteon. To je kraj pokopa španskih kraljev. Je osmerokotni baročni mavzolej iz marmorja, kjer je pokopana večina od španskih monarhov. Ostanki Juana de Borbóna, očeta kralj Juana Carlosa I. Španskega prav tako počiva v tem panteonu, kljub temu, da sam ni nikoli postal kralj. V ograjenem delu je oltar iz belega marmorja, sarkofagi so bronasti in marmornati. Našli so tudi panteon princes, kjer organi kraljic, ki niso imele okronanega nasledstva in drugih princev in princes. Ta del je bil zgrajen v devetnajstem stoletju.
Za baziliko je dvorišče evangelistov. To je terasast vrt v katerega centru se dviga čudovit paviljon Juana de Herrera, v katerem so kipi evangelistov. Okoli dvorišča so galerije glavnega samostana, okrašene s freskami, v katerem so zastopani prizori iz zgodovine odrešenja. V vzhodni galeriji je čudovito glavno stopnišče s fresco okrašenim obokanim stropom, ki prikazuje Slavo španske monarhije.
Naslednja je Avstrijska palača (Palacio de los Austrias), znana tudi kot Kraljeva hiša (Casa del Rey), ki se nahaja v ozadju prezbiterija bazilike. Gospodarska poslopja te palače so razporejena ob dvorišču vodnjakov (patio de los Mascarones) v  italijanskem slogu. V Kraljevi hiši je Sala de las Batallas (Dvorana bitk), ki vsebuje med drugimi freske Bitke pri San Quintinu in Higueruela. Naslednja stavba vsebuje sobe Filipa II. in infantinje Isabele Clara Eugenie. Drugo gospodarsko poslopje je  Alcoba del Rey, hiša s posteljo, v kateri je umrl Filip II.

### Bazilika
Bazilika San Lorenzo el Real, osrednja stavba v kompleksu El Escorial, je bila prvotno zasnovan kot večina gotskih katedral pozne zahodne Evrope, v obliki latinskega križa. Ta načrt je spremenil Juan de Herrera v obliko grškega križa, obliko z vsemi štirimi kraki enake dolžine. S tem sovpada premik pristopa, zvoniki na zahodnem koncu cerkve  so bili nekoliko nižji in majhna pol kupola nad oltarjem je bila nadomeščena s popolno krožno kupolo v središču cerkve, kjer se vsi štirje kraki grškega križa sekajo.
Izkušnje Juan Bautista de Toleda s kupolo bazilike svetega Petra v Rimu so vplivala na zasnovo kupole San Lorenzo el Real El Escorial. Vendar pa so rimsko kupolo podpirali koničasti korintski stebri, s svojimi ekstravagantnimi kapiteli z akantovimi listi in dovršeno žlebljenimi trupi, medtem ko kupola v El Escorialu stoji na skoraj sto metrov višine in je podprta s štirimi težkimi granitnimi stebri povezanimi s preprostimi romanskimi loki in okrašena s preprostimi dorskimi pilastri, enostavna, trdna in v veliki meri neočarljiva. To naj ne bi bila samovšečna razlaga svetega Petra kot najpomembnejšega izraza ekspresionizma in baročne čutnosti, bazilika v El Escorial govori o močni togosti in srhljivi namenskosti inkvizicije, dveh strani protireformacije.
Najbolj okrašen del cerkve je območje, ki obkroža veliki oltar. Za oltarjem je tristopenjska oltarna stena, narejena iz rdečega granita in jaspisa, skoraj osemindvajset metrov visoka in jo krasijo pozlačeni bronasti kipi Leone Leoneja in trije sklopi verskih slik, ki jih je naročil Filip II. Na obeh straneh so pozlačene, v naravni velikosti, bronaste klečeče družinske skupine Karla in Filipa, delo Leonija in njegovega sina Pompea. V plitvi niši v središču najnižje ravni je prostor za rekvizite slovesnosti občestva, tako imenovana "Hiša zakramentov«, ki ga je zasnoval Juan de Herrera iz jaspisa in brona.
Kralj je želel, da bi oltarne zaslone okrasila Michelangelo ali Tizian, vendar sta oba velikana takrat že stara več kot osemdeset let in slabotnega zdravja. Zato se je Filip posvetoval s tujimi veleposlaniki za priporočila in rezultat je bila dolgotrajna parada manjših evropskih umetnikov tistega časa skozi gradbišče v El Escorialu, ki so iskali kraljevo naklonjenost.

### Palača Filipa II.
Nahaja se ob glavnem oltarju bazilike, bila je rezidenca kralja Filipa II, sestavljena iz niza preprosto opremljenih sob. Imele so okno, iz katerega bi lahko kralj opazoval mašo svoje postelje, kadar ga je onesposobil protin.

### Dvorana bitk
Fresko poslikave prikazujejo najpomembnejše španske vojaške zmage. To so srednjeveška zmaga nad Mavri, kot tudi več bitk Filipa proti Francozom.

### Panteon kraljev
Ta prostor je sestavljen iz šestindvajsetih marmornih grobnic, ki vsebujejo ostanke kraljev in kraljic habsburške dinastije in bourbonov od Karla I. do danes, razen Filipa V. in Ferdinanda VI.
V grobnicah so tudi ostanki kraljevih sorodnikov, ki so bili starši monarhov. Samo kraljev oče je bil Francis of Asis de Bourbon, mož kraljice Isabelle II. in oče Alfonza  XII.
Najnovejši monarh pokopan v panteonu je kralj Alfonz XIII, ki so ga odstranili iz cerkve Santa Maria v Monserratu, v Rimu leta 1980. Ostanki Alfonza XIII. žene, Victorie Eugenie Battenberg so bili pokopani v panteonu v letu 2011.
Ostanki Alfonza XIII. tretjega sina Juana, grofa Barcelone in hčere Marie de las Mercedes (oče in mati nekdanjega kralja Juan Carlosa I.), ležijo na pripravljenem mestu imenovanem pudridero ali komori propada, ki čakajo na pokop v Panteonu kraljev. S pokopom teh ostankov, bodo vse grobnice v panteonu polne. Nobena odločitev še ni bila sprejeta, kje bosta pokopana zdaj upokojeni Juan Carlos I. in kraljica Sofija ali Felipe VI., sedanji kralj.
V El Escorialu obstajata dve pudrideros, ena v Panteonu kraljev in druga v Panteonu princev. Te lahko obiskujejo le menihi iz samostana. V teh prostorih so ostanki pokojnikov postavljeni v majhne svinčene žare, ki pa bo postavljene v marmorne grobnice v ustreznem panteonu po preteku petdesetih letih, v predvidenem času, ki je potreben za popolno razgradnjo organov.
Pokop ostankov kraljice Victoria Eugenie in grofa in grofice Barcelone v Kraljevi panteon bo vsekakor izjema od tradicije. Prvič, Victoria Eugenie, čeprav žena kralja, ni bila nikoli mati kralja v ožjem pomenu besede. Drugič, grof Barcelone nikoli vladal kot kralj, čeprav je bil vodja španske kraljeve družine med opustitvijo očetovih pravic 14. januarja 1941 in njegove odpovedi svojih pravic v korist svojega sina, Juana Carlosa I. 14. maja 1977. Tretjič, grofica Barcelone je bila mati kralja, ne pa žena kralja. Vendar pa nekateri menijo, da je bil grof Barcelone de jure kralj Španije od 1941 - 1977.
Tam je že bila ena izjema v tradiciji: Elizabeta Bourbonska je v tem trenutku edina kraljica v panteonu, ki še ni bila mati kralja. To je zato, ker je njen edini sin, domnevno prestolonaslednik, umrl po njej, a preden je lahko postal kralj.
Stene iz poliranega marmorja iz Toleda so okrašene v pozlačenem bronu.
Ves les uporabljen v El Escorialu prihaja iz starodavnih gozdov Sagua La Grande, na tako imenovani zlati obali Kube.

### Panteon princev
Zaključen leta 1888, je zadnje počivališče princev, princes in drugih sorodnikov in staršev monarhov. S tlemi in stropom iz belega marmorja, je grobnica princa Janeza Avstrijskega še posebej opazna. Trenutno je polnih sedemintrideset od šestdeset razpoložljivih niš.

### Umetnostna galerija
Galerijo sestavljajo dela nemške, flamske, beneške, lombardske, ligurske in več drugih italijanskih in španskih šol iz petnajstega, šestnajstega in sedemnajstega stoletja.

### Arhitekturni muzej
V enajstih sobah je razstavljeno orodje, dvigala in drug material, ki se je uporabljal pri gradnji zgradbe, kot tudi reprodukcije načrtov in dokumentov, povezanih s projektom, ki vsebujejo nekaj zelo zanimivih dejstev.

### Vrtovi bratov
Zgrajena na ukaz Filipa II, velikega ljubitelja narave, vrtovi predstavljajo idealno mesto za počitek in meditacijo. Manuel Azaña, ki je študiral v avguštinski samostanski šoli, jih omenja v svojih spominih Memorias in njegovi igri El Jardín de los Frailes (Vrt bratov). Študentje na šoli jih še vedno uporabljajo za študij in minevanje časa.

### Knjižnica
Filip II. je podaril svojo osebno zbirko dokumentov za gradnjo in se zavezal tudi za pridobitev najlepših knjižnic in del Španije in tujih držav. Načrtoval jo je Juan de Herrera, ki je oblikoval tudi police v knjižnici. Freske na obokih je naslikal italijanski manieristični slikar Pellegrino Tibaldi. Knjižnico sestavlja več kot 40.000 enot, ki se nahajajo v veliki dvorani dolgi štiriinpetdeset metrov, devet metrov široki ter deset metrov visoki, z marmornatimi tlemi in lepo izrezljanimi lesenimi policami.
Knjižnica vsebuje številne pomembne iluminirane rokopise, kot je otonski Zlati evangelij Henrka III. (1045-1046).
Benito Arias Montano je izdelal začetni katalog knjižnice z izbiro mnogih najpomembnejših enot. Leta 1616 je pridobil privilegij prejema kopije vseh objavljenih del, čeprav ni dokazov, da je kdaj izkoristil to pravico.
Obok stropa knjižnice je okrašen s freskami, ki prikazujejo sedem svobodnih umetnosti: retorika, dialektika, glasba, slovnica, aritmetika, geometrija in astronomija.
V času vladavine Fillipa II. je bil celoten prostor namenjen starodavnim rokopisom v latinščini, grščini, arabščini, aramejščini, italijanskem, francoskem in španskem jeziku. To so knjige zaplenjene v času inkvizicije. Gre za približno 1.800 arabskih naslovov, večina izmed njih pridobljena med izgon muslimanov iz islamske Iberije. Ker je bila knjižnica zaščitena z nadzorom inkvizicije, je ohranila veliko prepovedanih knjig, za katere so mislili, da so uničene. Edini znani izvod Kitab al-I'tibar, sirske avtobiografije iz 12. stoletja, so tam odkrili v 19. stoletju. Od 1602 je imela knjižnica veliko kartografsko zbirko in več kot 150 matematičnih instrumentov.

## Relikviarij
Po pravilu Tridentinskega koncila, ki je odobril čaščenje svetnikov, je Filip II. podaril samostanu enega največjih relikviarijev v vsem katolicizmu. Zbirka je sestavljena iz 7500 relikvij, ki so shranjene v 570 relikviarijih, ki jih je oblikoval Juan de Herrera. Večina jih je bila izdelana pri obrtniku Juan de Arfé Villafañe. Ti relikviariji so na voljo v zelo različnih oblikah (glave, roke, piramidne, kasete, itd) in so razporejeni po vsem samostanu, najpomembnejši so skoncentrirani v baziliki.

## Drugi objekti
Juan de Herrera je oblikoval tudi Casas de Oficios (Uradne zgradbe) nasproti severne fasade samostana; njegov naslednik, Francisco de Mora  je oblikoval Casa de la Compaña (Gospodarske četrti).